# Ауербах ин дер Оберпфалц
Ауербах ин дер Оберпфалц (њем. Auerbach in der Oberpfalz) град је у њемачкој савезној држави Баварска. Једно је од 27 општинских средишта округа Амберг-Зулцбах. Према процјени из 2010. у граду је живјело 8.929 становника. Посједује регионалну шифру (AGS) 9371113.

## Географски и демографски подаци
Ауербах ин дер Оберпфалц се налази у савезној држави Баварска у округу Амберг-Зулцбах. Град се налази на надморској висини од 435 метара. Површина општине износи 78,2 km². У самом граду је, према процјени из 2010. године, живјело 8.929 становника. Просјечна густина становништва износи 114 становника/km².

## Међународна сарадња
| Мјесто | Држава    | Врста сарадње | Од    |
| ------ | --------- | ------------- | ----- |
|        | Француска | партнерство   | 1986. |
|        | Чешка     | контакт       | 2000. |
| Извор  |           |               |       |